# Catéchisme

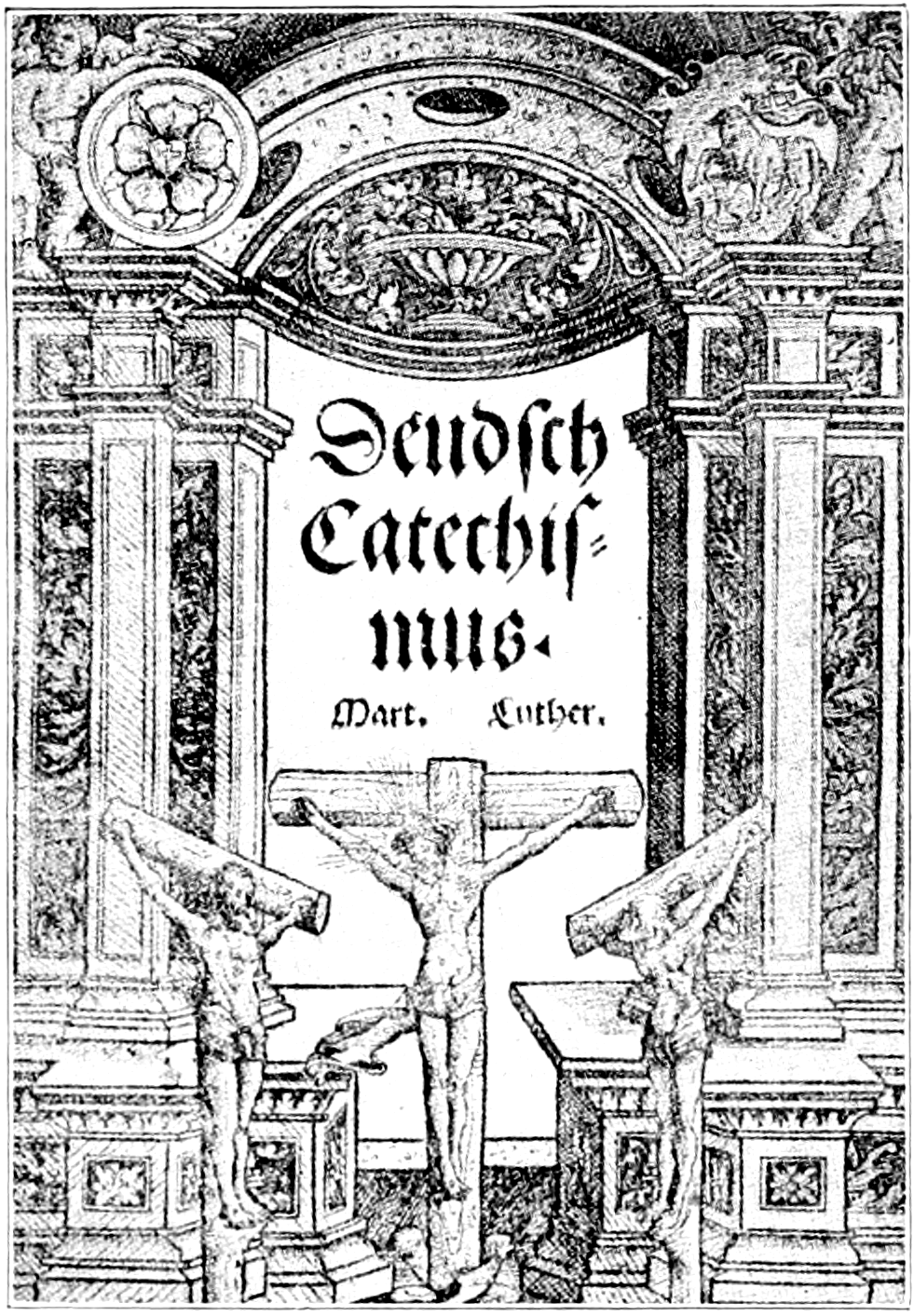
Frontispice de la première édition du Grand Catéchisme de Luther, Wittenberg, 1529.

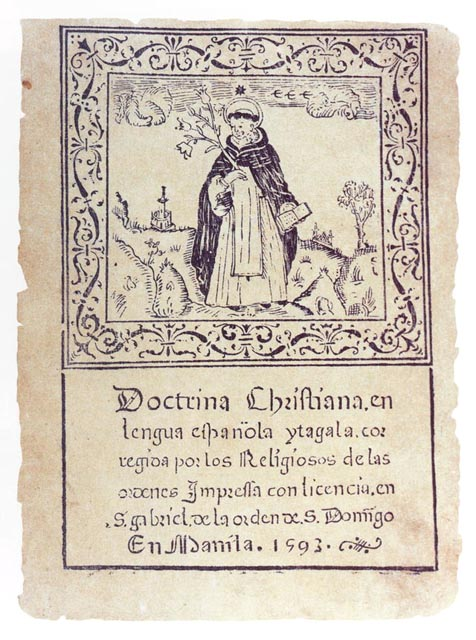
Doctrina Christiana, catéchisme catholique romain, rédigé en espagnol et tagalog par Juan de Plasencia, en 1593, et considéré comme le plus ancien livre imprimé aux Philippines.

Dans la religion chrétienne, le catéchisme désigne l'instruction des doctrines de la foi chrétienne. Il prend souvent la forme d'un exposé officiel des articles de la foi, servant d'outil de base pour la catéchèse, qui est l'ensemble des actions destinées à éduquer des enfants, des jeunes et des adultes à la doctrine chrétienne. La catéchèse est une des composantes de la mission évangélique du christianisme.

## Histoire et étymologie
Les mots catéchisme et catéchèse proviennent du verbe grec κατηχέω / katêkhéô « faire retentir aux oreilles, d’où instruire de vive voix ».
Depuis la seconde génération chrétienne, la nécessité d'un enseignement s'est fait sentir pour approfondir la foi issue de la conversion initiale.

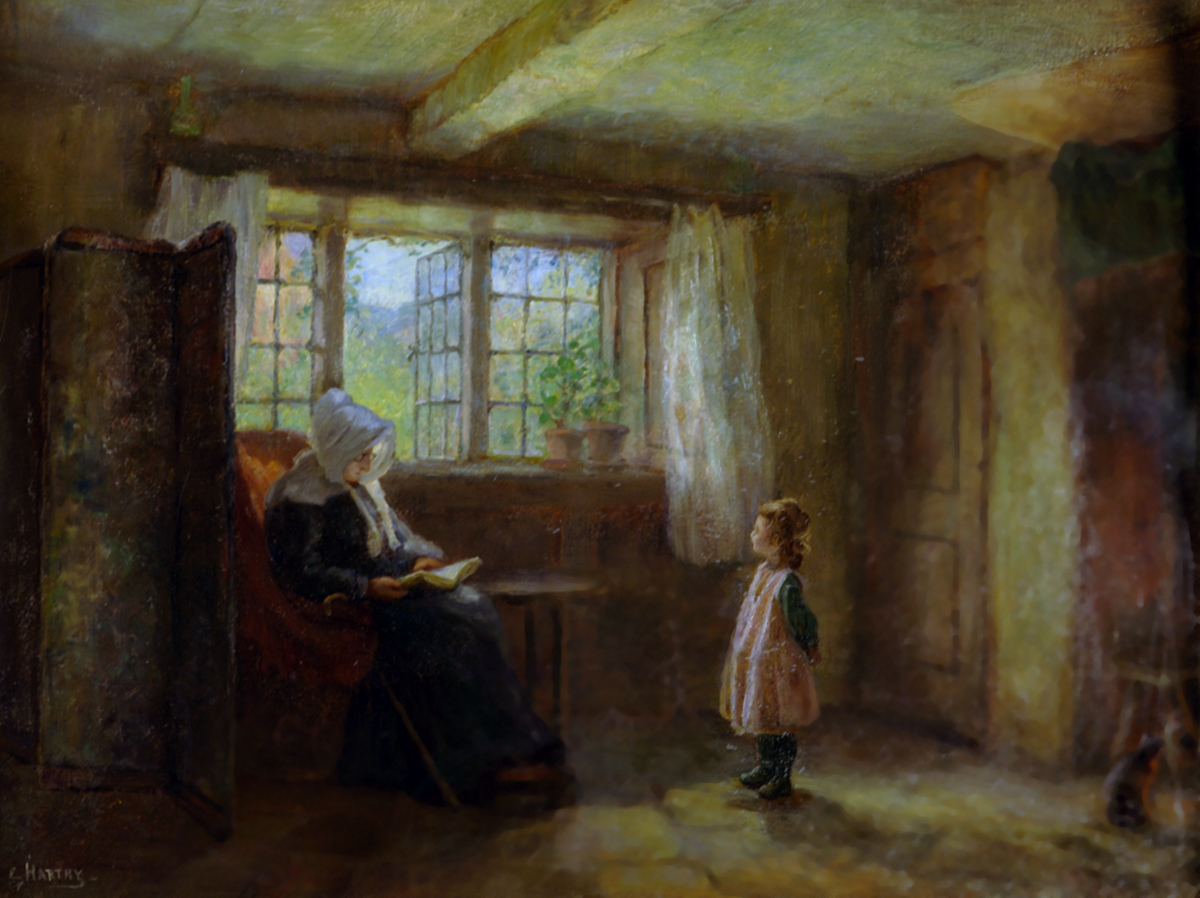
The Catechism, par Edith Hartry (1919).

Le genre littéraire des catéchismes ne voit pas le jour lors la crise religieuse du XVIe siècle, mais il a des origines bien plus anciennes, allant du début du christianisme jusqu’au Moyen Âge, berceau d’une longue tradition des summae de péchés
À partir du XVIe siècle, les catéchismes furent considérés comme des moteurs importants du changement social, au-delà de leur dimension religieuse.
La Réforme protestante invente le catéchisme sous sa forme moderne. Ainsi du Petit et grand catéchisme de Luther (1529) pour les luthériens. Les réformés adoptent le catéchisme de Calvin (1538) en français puis sa version allemande, le Catéchisme de Heidelberg. Il s'agit d'un exposé de l'essentiel de la doctrine chrétienne : les articles de foi (le credo), les sacrements, la morale et la prière du Notre Père. Luther fait un diagnostic qui vaudra aussi pour les catholiques : les chrétiens du XVIe siècle vivent la foi, vont à l'église, ont une certaine pratique de la morale chrétienne, font leurs prières, mais en fait ils ignorent ce qu'ils font, ils n'ont pas les mots pour rendre compte de la foi. Ainsi, le catéchisme veut combler ce déficit.
Les catholiques vont reprendre l'idée de Luther et produire des catéchismes, pendant (catéchisme de Canisius en 1555) et après le concile de Trente (catéchisme de Bellarmin et catéchisme du concile de Trente), avec l'obligation pour les prêtres de l'enseigner aux enfants de leur paroisse.
En 1905 et 1912 parait le Catéchisme de saint Pie X.
En 1992 parait le Catéchisme de l'Église catholique, et son Compendium en 2005.